# Castell de Buda
El castell de Buda (en hongarès: Budai Vár) és el castell històric dels reis hongaresos a Budapest, Hongria. En el passat també fou anomenat palau Reial (Királyi-palota) i castell Reial (Királyi Vár).
El castell es construïa a la punta del sud del turó del Castell, prop del districte del Castell (Várnegyed), que és famós per les cases i edificis públics medievals, barrocs i del segle xix. El castell de Buda forma part del Patrimoni de la Humanitat de Budapest, declarat el 1987.

## Història

### Setge de 1944-45
El 16 d'octubre de 1944 fou ocupat per un comando de l'exèrcit alemany que obligà a abdicar el regent Miklós Horthy, que hi residia amb la seva família. El castell de Buda es convertí en l'últim reducte de les forces de l'Eix (alemanys i hongaresos) durant el setge de Budapest el 1944-45 per l'exèrcit soviètic. L'11 de febrer de 1945 els defensors van intentar trencar el bloqueig soviètic, però van fracassar. Sembla que els soviètics coneixien els seus plans i van bloquejar unes hores abans les possibles vies de sortides amb armament pesant. La temptativa va fer perdre als germanomagiars un 90% dels seus efectius en els carrers de Buda. Això és considerat com una de les catàstrofes militars més grans de la història hongaresa. La duresa dels combats i el foc d'artilleria van convertir el palau altra volta en una pila de ruïnes: es va destruir el mobiliari, s'enfonsaren la majoria dels sostres i voltes i les ales sud i oest es van incendiar.